# Fusicornis valdivianus
Fusicornis valdivianus är en skalbaggsart som beskrevs av Philippi 1866. Fusicornis valdivianus ingår i släktet Fusicornis och familjen varvsflugor. Inga underarter finns listade i Catalogue of Life.